# Charles-Louis Corbet

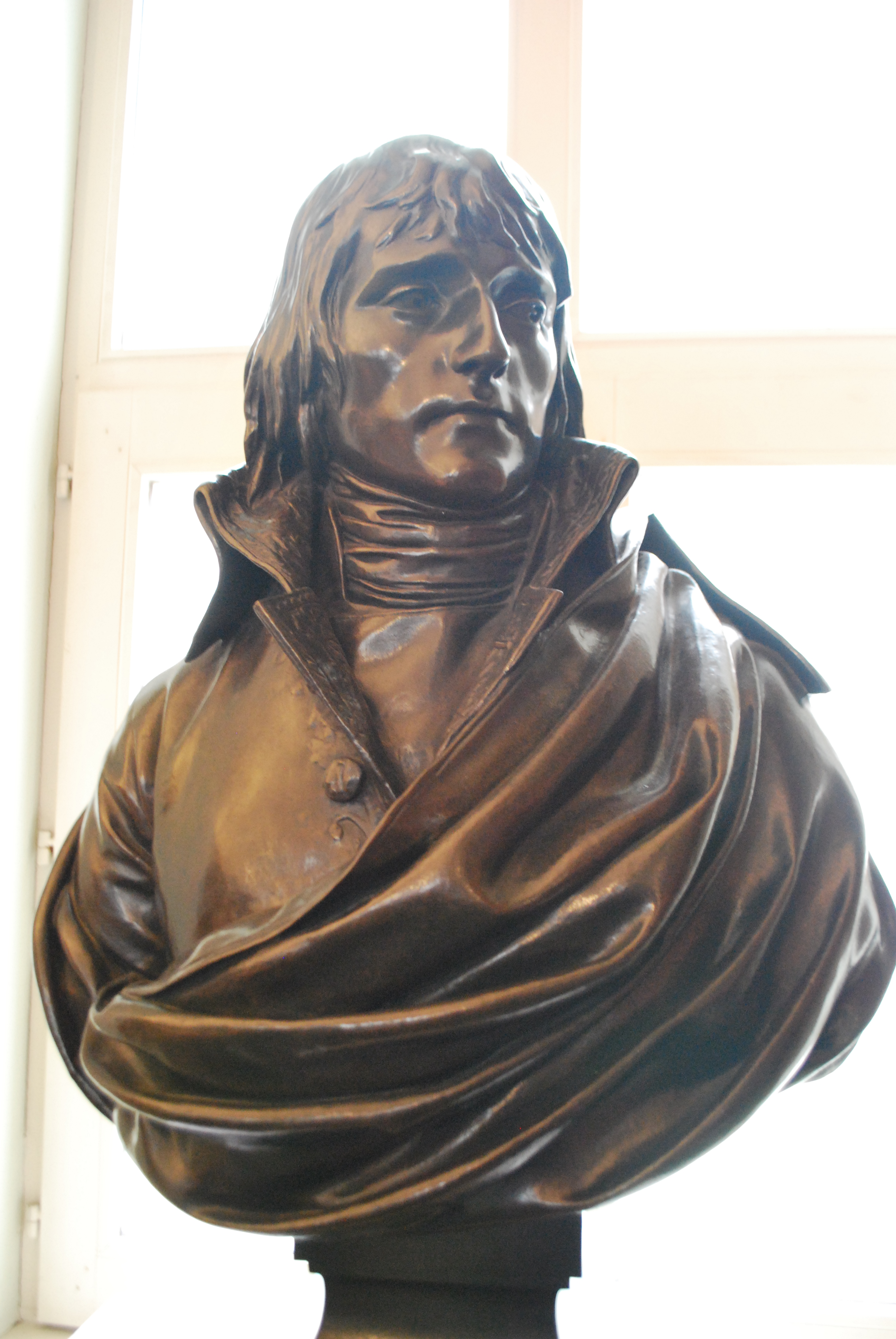
Busto del general Bonaparte, Musée des Canonniers (fr) de Lille.

Charles-Louis Corbet nacido en Douai en enero de 1758, fallecido en París el 10 de diciembre de 1808, fue un escultor francés.

## Datos biográficos
Alumno de Pierre-François Berruer en París , fue agregado a la Academia de Bellas Artes en 1780. Como pieza de recepción esculpió la muerte de Meleagro (del francés: la mort de Méléagre) con la que fue nombrado académico. Fue el autor de numerosos bustos, entre otros los de Luis XVI y de Napoleón Bonaparte; el busto de Napoleón fue muy reproducido, tanto en mármol como en bronce. Sus obras se hallan expuestas en los museos de Lille y de Douai, así como en París. Como estatuario fue el autor de la estatua del dragón que adorna la cara este del Arco de Triunfo del Carrusel.
Falleció en París en 1808, a los 50 años.

## Obras
Entre las mejores y más conocidas obras de Charles-Louis Corbet se incluyen las siguientes:
- la muerte de Meleagro (del francés: la mort de Méléagre)
- Retrato de Martial Beyrand (fr) , busto en hermes, Galería de las batallas, Palacio de Versalles

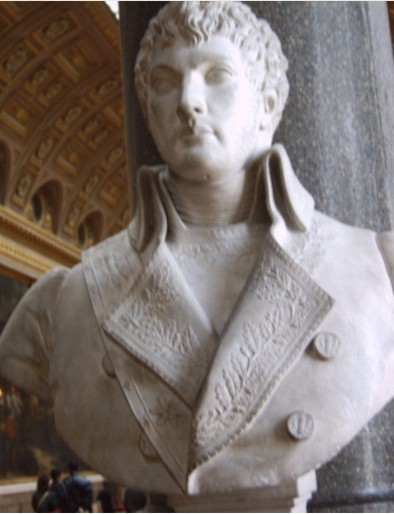

 Pulsar sobre la imagen para ampliar. 
- Busto de Luis XVI
- Busto de Napoleón Bonaparte

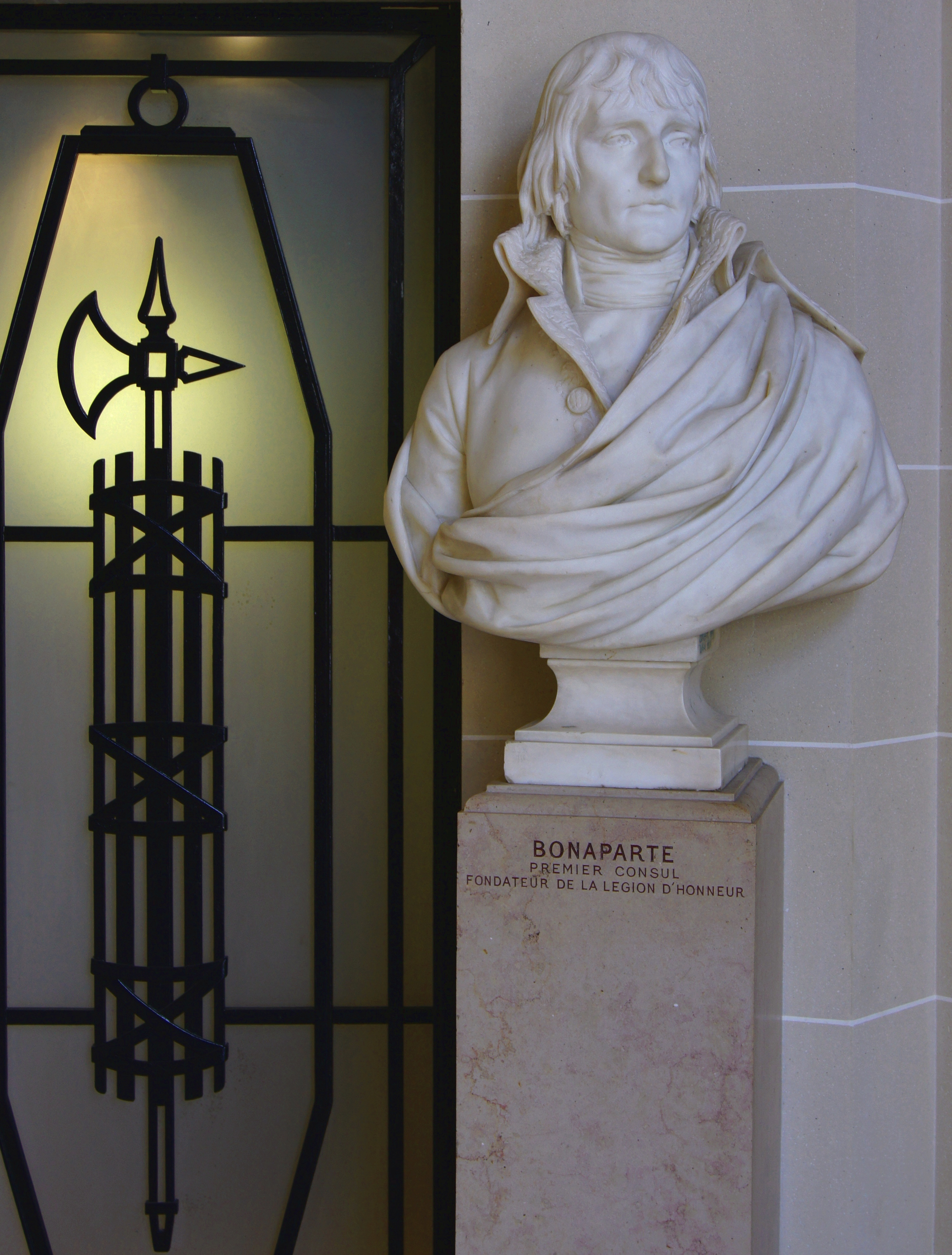
En el Museo de la Legión de Honor
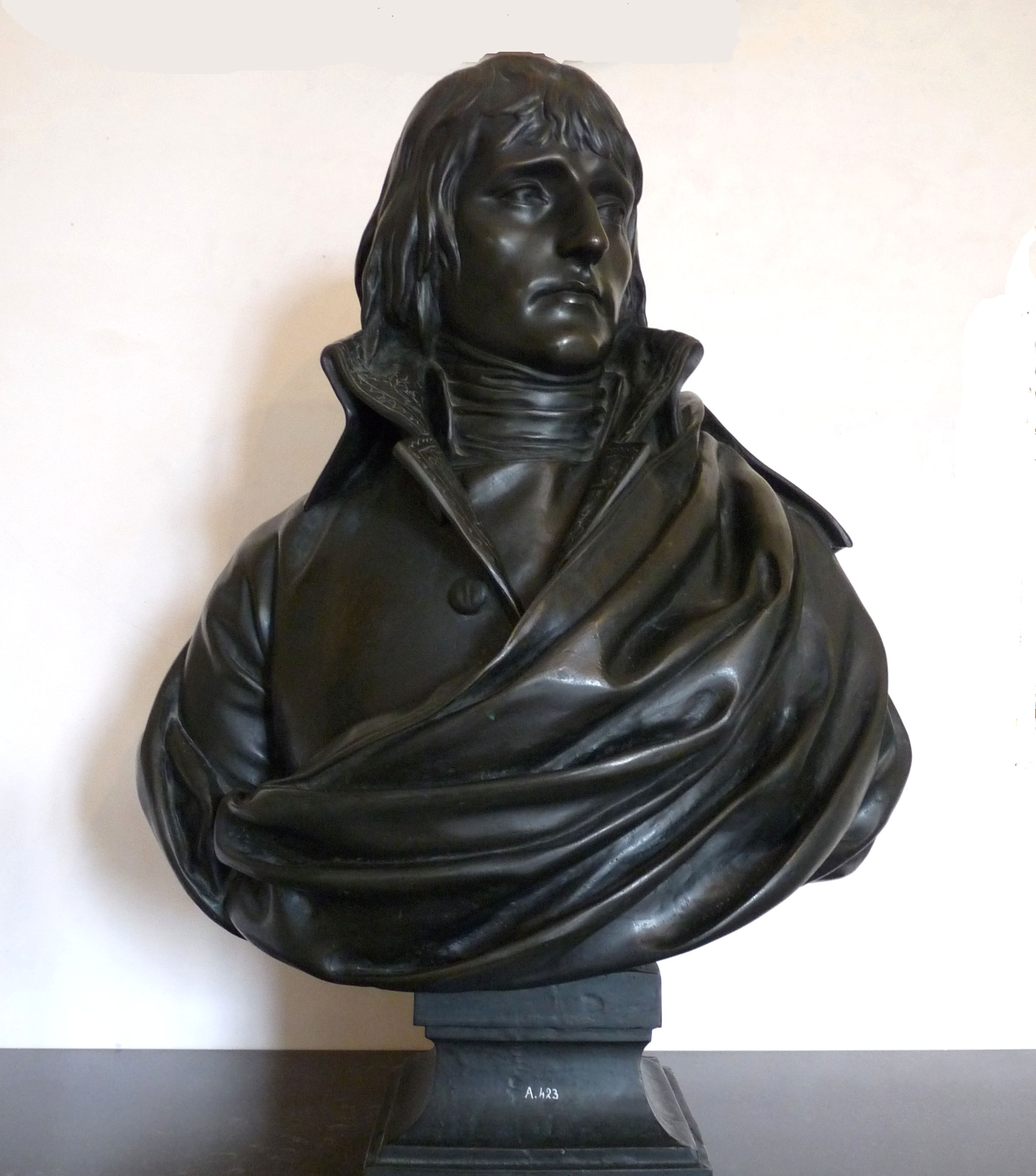
Museo napoleónico de l'île d'Aix (fr)

 Pulsar sobre la imagen para ampliar. 
- dragón que adorna la cara este del Arco de Triunfo del Carrusel

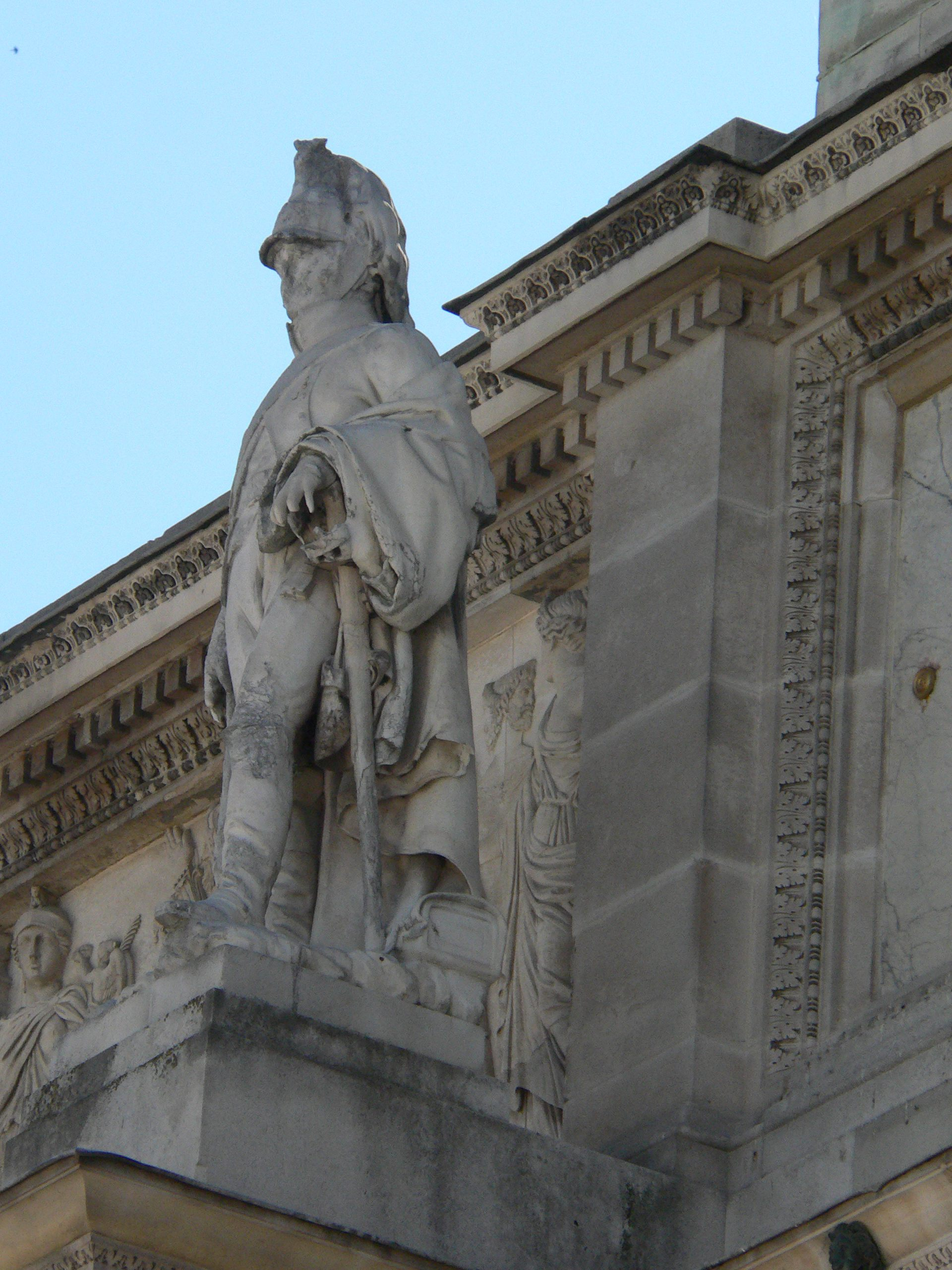
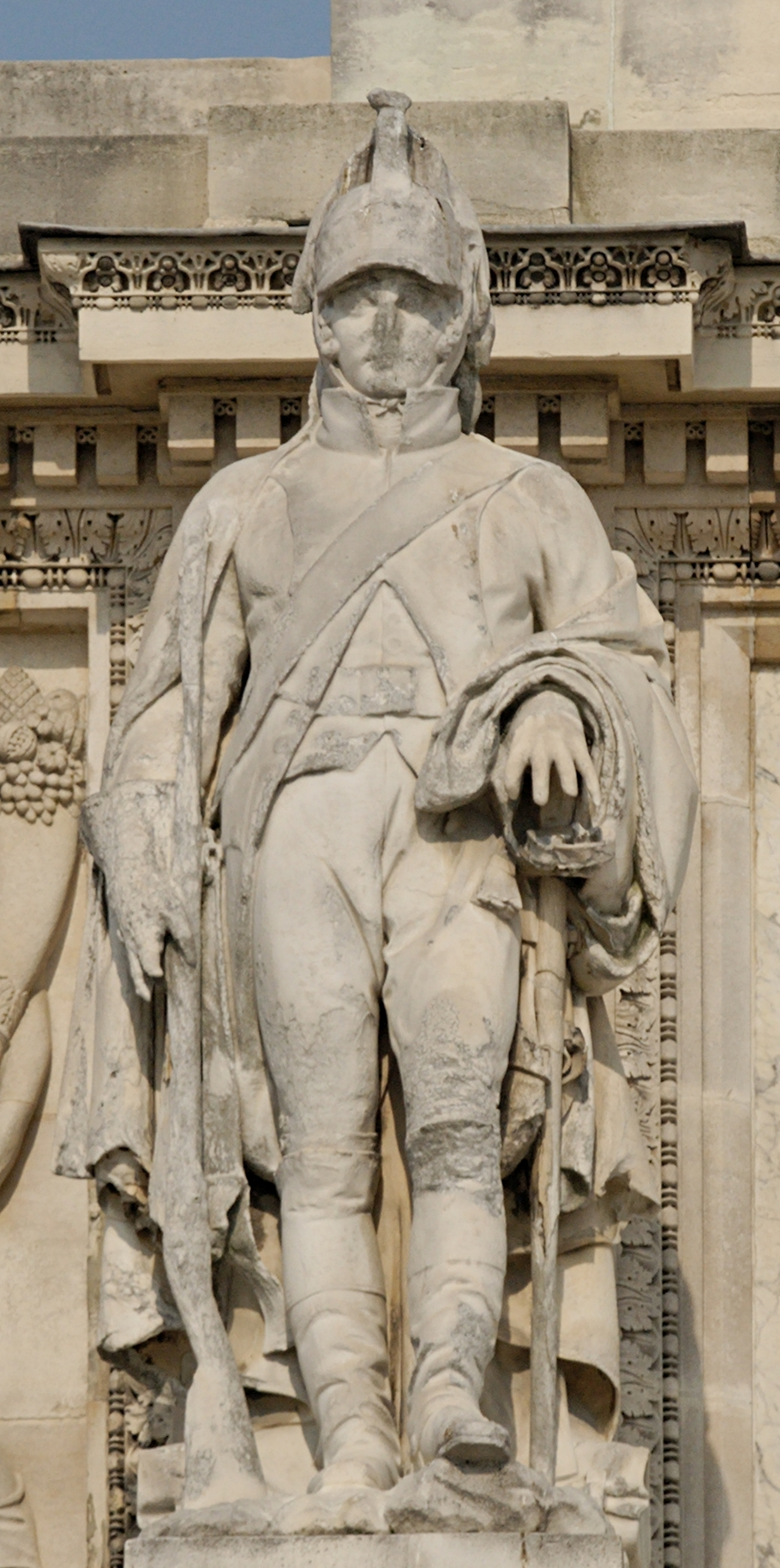

 Pulsar sobre la imagen para ampliar. 